# Maria Babanova
Pour les articles homonymes, voir Babanova.
Maria Ivanovna Babanova (en russe : Мари́я Ива́новна Баба́нова), née le 11 novembre 1900 à Moscou et décédée le 20 mars 1983 également à Moscou, est une actrice de théâtre soviétique dont l'essentiel de la carrière s'est déroulé au Théâtre de la Révolution,. Elle a aussi travaillé au doublage des dessins animés.

## Biographie
L'enfance de Maria Babanova se déroule à Zamoskvoretche, dans la maison de sa grand-mère située à Ofitserski pereulok. En 1915, elle sort de l'école de l'association à la promotion de l'éducation commerciale de Moscou (Училище Московского общества распространения коммерческого образования), puis, s'inscrit aux cours d'enseignement supérieur pour les femmes (Высшие женские курсы). En 1919, elle suit une formation d'art dramatique dans la classe de maître de Fiodor Komissarjevski (ru) et Valeri Beboutov au sein de l'Union des associations des travailleurs à l'éducation culturelle et artistique (Художественно-просветительский союз рабочих организаций). Elle débute sur scène de ce théâtre amateur rue Bolchaïa Sadovaïa, dans Le Mariage de Figaro où elle tient le rôle de Fanchette. En 1920, la troupe est reprise par Vsevolod Meyerhold et devient Théâtre national Meyerhold.
En 1922, sous la direction de Meyerhold, Babanova brille dans le rôle de Stella dans Le Cocu magnifique où elle donne la réplique à Igor Ilinski qui incarne Bruno. En 1923, elle joue Pauline dans Dokhodnoye mesto d'Alexandre Ostrovski au Théâtre de la Révolution et reçoit les critiques élogieuses. Sa performance est également remarquable dans l'adaptation de Roméo et Juliette d'Alekseï Popov, où elle donne réplique à Mikhaïl Astangov (Roméo). Elle continue la collaboration avec les deux théâtres, mais doit se résoudre à quitter le théâtre de Meyerhold à cause de la rivalité avec Zinaïda Reich en 1927. Elle travaillera au théâtre de la Révolution jusqu'en 1975 et y incarnera une multitude de personnages. Elle remonte sur scène pour la dernière fois en 1979, après une longue interruption, sur invitation spéciale d'Oleg Efremov, dans l'adaptation de Tout est fini (All Over) d'Edward Albee où ses partenaires sont Angelina Stepanova (ru) et Mark Proudkine.
Morte le 20 mars 1983, l'actrice est enterrée au cimetière de Novodevitchi.

## Doublage de dessins animés
- 1943 : Le Conte du tsar Saltan (Сказка о царе Салтане, Skazka o tsare Saltane) de Valentina et Zinaida Brumberg : princesse-cygne
- 1949 : Les Oies sauvages (Гуси-лебеди, Gusi-lebedi) d'Ivan Ivanov-Vano et Aleksandra Snezhko-Blotskaya : rivière
- 1950 : Le Conte du pêcheur et du petit poisson (Сказка о рыбаке и рыбке, Skazka o rybake i rybke) de Mikhaïl Tsekhanovski : petit poisson
- 1952 : La Fleur écarlate (film, 1952) (Аленький цветочек, Alenkiï tsvetotchek) de Lev Atamanov : Lioubava
- 1954 : Orange-gorge (Оранжевое горлышко, Oranzhevoe gorlyshko) de Vladimir Polkovnikov et Aleksandra Snezhko-Blotskaya : alouette
- 1957 : La Reine des neiges (Снежная королева, Snejnaya koroleva) de Lev Atamanov : reine des neiges
- 1971 : Météorite bleu ciel (Голубой метеорит, Goluboy meteorit) d'Anatoli Petrov : narratrice
- 1974 : Comment le chevreau tenait la terre  (Как козлик землю держал, Kak kozlik zemlyu derzhal) de Vladimir Polkovnikov : oiseau